# هربرت ستانلي
هربرت ستانلي (بالإنجليزية: Herbert Stanley)‏ هو دبلوماسي وسياسي بريطاني (وحمل سابقاً جنسية المملكة المتحدة لبريطانيا العظمى وأيرلندا)، ولد في 25 يوليو 1872 بإنجلترا في المملكة المتحدة، وتوفي في 5 يونيو 1955 في جنوب أفريقيا.

## مناصب
- انتخب المفوض السامي للملكة المتحدة لدى جنوب أفريقيا (1931 – 1935).
- انتخب List of high commissioners of the United Kingdom to South Africa [الإنجليزية]‏ (1931 – 1935).
- انتخب Governor of Southern Rhodesia [الإنجليزية]‏ (8 يناير 1935 – 8 يناير 1942).
- انتخب حاكم روديسيا الشمالية [الإنجليزية]‏ (1 أبريل 1924 – 25 يوليو 1927).
- انتخب Governors of British Ceylon [الإنجليزية]‏ (20 أغسطس 1928 – 11 فبراير 1931).